# Ciencia cognitiva

Ilustración que muestra los campos que contribuyeron al nacimiento de la ciencia cognitiva: lingüística, neurociencia, inteligencia artificial, filosofía, antropología y psicología.

La Ciencia Cognitiva es el estudio científico transdisciplinario de la mente y sus procesos. La Ciencia Cognitiva examina la naturaleza, los procesos y las funciones de la cognición en un sentido amplio, considerando no solo los mecanismos mentales internos, sino también su interacción dinámica con el cuerpo, el entorno físico y social, y los estados afectivos. Este campo investiga cómo se percibe, interpreta y responde al mundo mediante la acción situada (enacción), reconociendo que la cognición emerge de la relación activa entre organismo y ambiente.
Los científicos cognitivos estudian la inteligencia y el comportamiento desde múltiples escalas y niveles de análisis —biológicos, psicológicos, computacionales y culturales—, con especial interés en cómo los sistemas nerviosos, así como otros sistemas artificiales o sociales, capturan, interpretan, organizan y utilizan información para guiar la acción. En este marco, la emoción no se considera un mero acompañante de la cognición, sino un componente constitutivo de los procesos de percepción, toma de decisiones y aprendizaje.
La Ciencia Cognitiva se centra en el estudio de las facultades mentales fundamentales que permiten al ser humano percibir, aprender, razonar, comunicarse, recordar y tomar decisiones. Entre los procesos cognitivos clave se encuentran el lenguaje, la percepción, la memoria, la atención, el razonamiento y la emoción, entendidos no como funciones aisladas, sino como sistemas interconectados que operan en estrecha relación con el cuerpo y el entorno.
Para abordar estos fenómenos, la Ciencia Cognitiva adopta un enfoque transdisciplinario que integra perspectivas y métodos de diversas disciplinas, entre ellas la lingüística, la psicología cognitiva, la inteligencia artificial, la filosofía de la mente, la neurociencia y la antropología cognitiva. Este abordaje permite explorar desde cómo se representan y procesan la información en el cerebro, hasta cómo las dimensiones culturales y sociales influyen en la cognición humana.
El análisis en Ciencia Cognitiva abarca múltiples niveles de organización, desde procesos cognitivos complejos como el aprendizaje, la toma de decisiones, el razonamiento lógico y la planificación estratégica, hasta los mecanismos neurofisiológicos subyacentes, como la dinámica de circuitos neuronales y la arquitectura modular del cerebro. Esta diversidad de escalas permite integrar enfoques computacionales, psicológicos, neurocientíficos y filosóficos para entender cómo se estructura y opera la cognición.
Un concepto central en esta disciplina es que el pensamiento puede explicarse mediante representaciones mentales —estructuras simbólicas o subsimbólicas que codifican información— y los procesos computacionales que operan sobre dichas representaciones. Este marco ha inspirado modelos tanto clásicos (basados en reglas y símbolos) como modernos (como las redes neuronales artificiales), que buscan replicar y explicar los mecanismos cognitivos humanos.
En síntesis, la Ciencia Cognitiva es una transdisciplina que busca comprender los mecanismos subyacentes a la cognición en seres humanos, animales y sistemas artificiales. Su objetivo fundamental es elucidar los principios generales que rigen la inteligencia, con el fin de profundizar en el funcionamiento de la mente, mejorar los procesos de aprendizaje y diseñar tecnologías capaces de simular o amplificar capacidades cognitivas.

Este campo emergió como movimiento intelectual durante la década de 1950, en lo que se ha dado en llamar la "revolución cognitiva", marcando un giro metodológico y conceptual respecto al conductismo dominante hasta entonces. Desde sus inicios, la Ciencia Cognitiva ha integrado perspectivas teóricas y herramientas empíricas provenientes de múltiples disciplinas, permitiendo un abordaje plural pero convergente del estudio de la mente. Hoy en día, su relevancia trasciende las ciencias básicas para impactar áreas como la educación, la salud mental, la inteligencia artificial y la ética tecnológica.

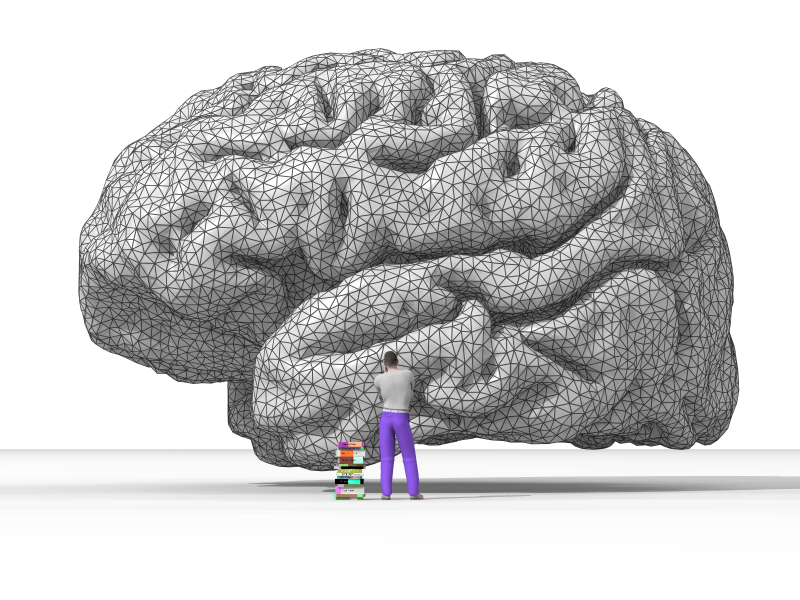
Las ciencias cognitivas son teorías explicativas en torno a las funciones de la mente, encefálicamente incorporadas, en sujetos socio-comunicativamente vinculados.

## Historia

La cognoscibilidad, el cognoscente, lo cognoscible y la intercognoscibilidad, se convierten en los objetos de estudio de las ciencias cognitivas, con el apoyo de tecnologías como tomografías encefálicas.

Aunque existen textos de Platón y Aristóteles, y posteriormente de David Hume, Immanuel Kant y Benedicto Spinoza, entre otros, que abordaron la mente desde una perspectiva filosófica, estos pensadores emplearon herramientas y conceptos muy diferentes a los utilizados por los científicos cognitivos.
La investigación científica y tecnológica en torno a los fenómenos del comportamiento, la mente y la inteligencia ha estado presente en diversos programas de investigación y enfoques desde finales del siglo XIX y durante la primera mitad del siglo XX. En la década de 1940, Kurt Gödel, Alan Turing, Alonzo Church y John von Neumann sentaron las bases de la teoría de la computación y los ordenadores, convirtiéndose en precursores de la ciencia cognitiva.
A mediados del siglo XX, surgieron enfoques con objetos de estudio convergentes, pero con metodologías divergentes. Esto se observa en los estudios de:
psicología cognitiva de Lev Vygotski, Aleksandr Lúriya, Jean Piaget y Jerome Bruner.
psicología de la Gestalt de Max Wertheimer, Wolfgang Köhler, Kurt Koffka y Kurt Lewin.
cibernética de Warren McCulloch y Norbert Wiener.
psicobiología cognitiva de Karl Lashley y Donald Hebb.
A finales de la década de 1950 e inicios de la de 1960, surgieron esfuerzos transdisciplinarios para lograr una convergencia teórica y metodológica. Un primer intento fue realizado por el psicólogo Allen Newell y el economista Herbert Simon, quienes integraron investigaciones de psicología cognitiva con las incipientes técnicas de programación lógica. Desarrollaron los primeros programas de ajedrez y demostradores de teoremas automáticos, sentando las bases de lo que John McCarthy, creador del lenguaje LISP, denominaría inteligencia artificial (el primer modelo de inteligencia artificial fue de tipo funcionalista y se sustentó en la Tesis de Church-Turing).
Newell y Simon propusieron la "Hipótesis del sistema de símbolos físicos", que permitía la modelación funcionalista de la mente y su emulación en plataformas de computación electrónica. En 1956, en un simposio en el MIT, presentaron "La máquina de la teoría lógica", la primera demostración completa de un teorema realizada por una computadora. En el mismo simposio, Noam Chomsky presentó "Tres modelos de lenguaje", esbozando su modelo transformacional de la gramática, y el psicólogo George Armitage Miller presentó su trabajo seminal sobre representaciones mentales.
Estos esfuerzos, liderados por John McCarthy, Marvin Minsky, Allen Newell y Herbert Simon, permitieron el surgimiento de la inteligencia artificial, una disciplina transdisciplinaria que difumina las fronteras entre ciencia, tecnología y filosofía.
Así, emergió la primera comunidad de tecno-científicos cognitivos, permitiendo a cada uno, desde sus respectivos campos, comprender que la psicología experimental humana, la lingüística teórica y la simulación artificial de procesos cognitivos podían integrarse en una "totalidad de mayor rango explicativo". Esta nueva comunidad, en los años siguientes, integraría gradualmente sus aplicaciones metodológicas y una jerga común, consolidando el núcleo teórico de lo que se denominaría "ciencias cognitivas".
Los orígenes institucionales de la ciencia cognitiva se sitúan a mediados de la década de 1970, con la fundación de la Cognitive Science Society y la revista Cognitive Science. Desde entonces, se han diversificado los ámbitos de investigación cognitiva, los centros, institutos, grados y postgrados de estudios cognitivos en todo el mundo, generando una alta densidad de resultados de investigaciones transdisciplinarias y una multiplicidad de publicaciones periódicas, libros y enciclopedias. Actualmente, existen programas de ciencia cognitiva en más de sesenta universidades de todo el mundo.

## Transdisciplinariedad de las ciencias cognitivas

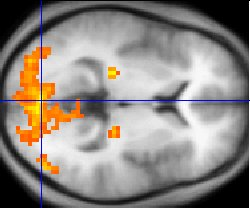
Desde la década de 1980 fueron desarrollados sofisticados procedimientos de neuroimaginería como el fMRI (Imágenes de resonancia magnética funcional), para incrementar el conocimiento acerca de las funciones cerebrales.

Neurolingüística: Áreas encefálicas relacionadas con el procesamiento del lenguaje: área de Broca (azul), área de Wernicke (verde), giro supramarginal (amarillo), giro angular (anaranjado), córtex auditivo primario (rosado).

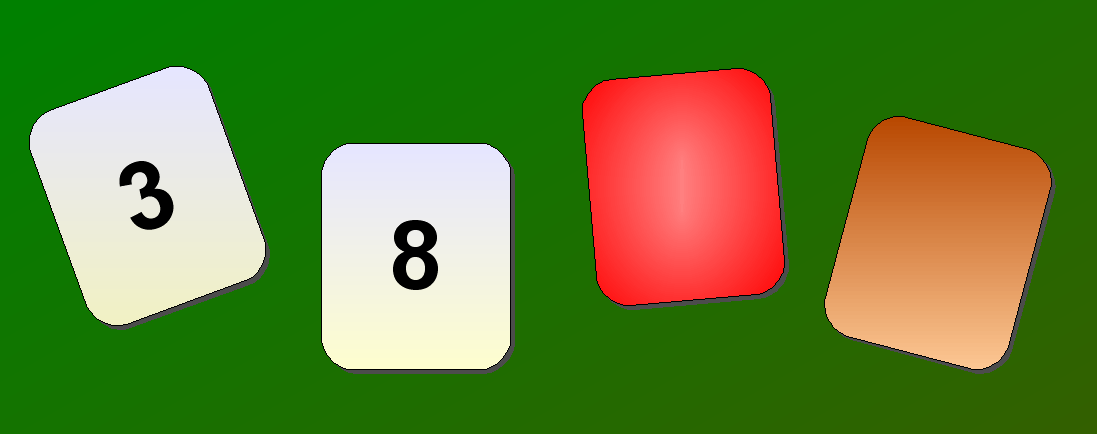
Experimentos de psicología cognitiva: tareas de selección de Wason.

Disposición base de una neurona motora.

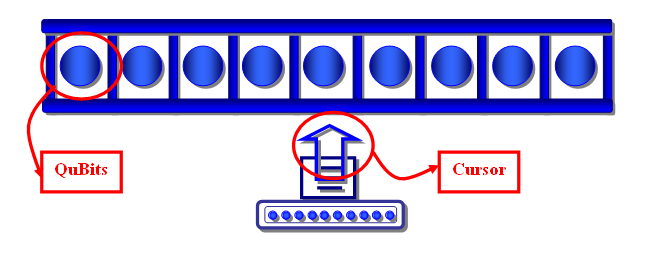
Máquina de Turing cuántica.

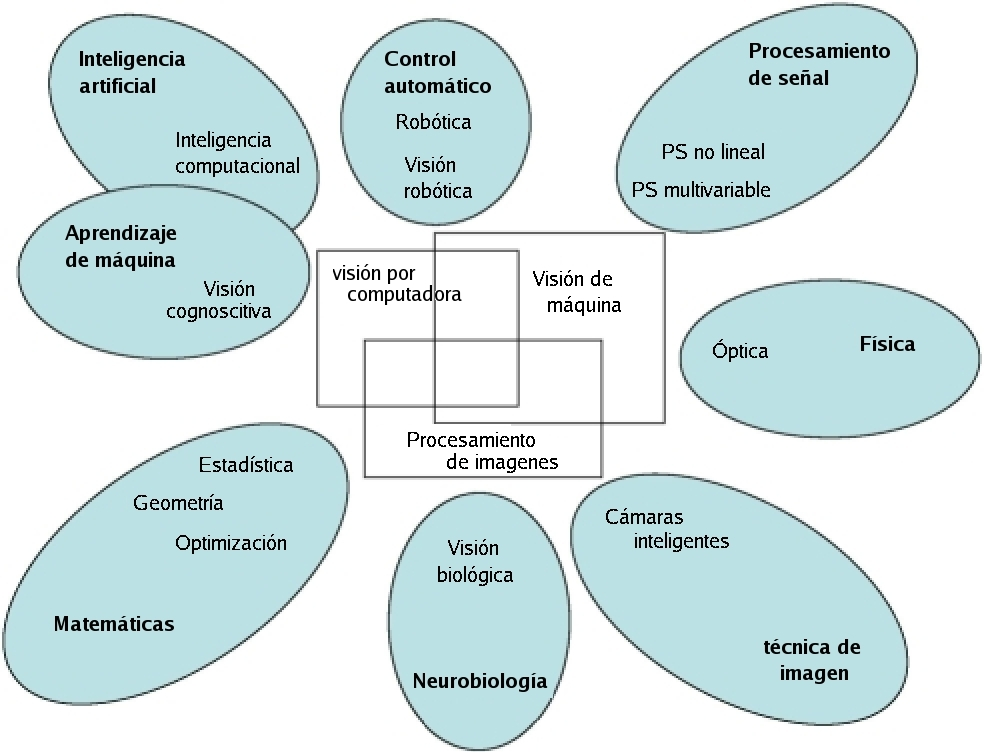
Esquema de relaciones entre visión por computadora y otras áreas afines.

Diversos trabajos han intentado describir el desarrollo de la complejidad multidisciplinaria de las ciencias cognitivas. Uno de los primeros intentos fue realizado por Howard Gardner en The mind's new science. A history of the cognitive revolution(1985). Desde entonces, se ha producido una abundante bibliografía, describiendo e interpretando las distintas etapas de las ciencias cognitivas. Destaca la obra de Margaret Boden: Mind As Machine: A History of Cognitive Science(2006).
Las ciencias cognitivas son el resultado de investigaciones científicas transdisciplinarias entre las siguientes ciencias y tecnologías:

### Ciencias subjetuales
Son ciencias que modelan objetivamente (analítica o experimentalmente) los procesos subjetivos, apelando a la validación intersubjetiva de la modelación (énfasis ontogénico).
Psicología cognitiva: Adquiere autonomía en la obra de Ulric Neisser.
Psicobiología cognitiva: Sus pioneros son Karl Lashley y Donald Hebb.
Psicosociología: Sus pioneros más destacados son Albert Bandura y Walter Mischel.
Psicolingüística: Su pionero es Gustave Guillaume, alcanzando su expresión más conspicua con la gramática generativa transformacional de Noam Chomsky.
Cognición social: Especialización de la psicología cognitiva, orientada a la esquematización de las representaciones subjetivas en torno a los procesos subjetuales e histórico-subjetuales.
Psicología popular
Sociología fenomenológica: Aproximación microsociológica de la fenomenología, desarrollada originalmente por Alfred Schütz, también conocida como sociofenomenología, inserta en la tradición de la sociología del conocimiento.
Neurofilosofía: Surge a partir de los resultados de investigaciones transdisciplinarias de Patricia Smith Churchland, presentados en "Neurophilosophy: Toward a Unified Science of the Mind-Brain"(1986).
Neurofenomenología: Una de las áreas más recientes de investigación transdisciplinaria en ciencias cognitivas, acuñada por C. Laughlin, J. McManus y E. d'Aquili en 1992 en "Brain, Symbol and Experience: Toward a Neurophenomenology of Consciousness", y elaborada por el neurocientífico cognitivo Francisco Varela. Esta aproximación metodológica ha permitido la consolidación del enfoque enactivista, basado en la tesis filosófica de una cognición condicionada por las características estructurales y funcionales del cuerpo que la sustenta, denominada "cognición incorporada" (Embodied Cognition).

### Tecnologías subjetuales
Son técnicas y procesos basados en modelos tecnológicos objetivos (validados intersubjetivamente), que intervienen y modifican las condiciones subjetuales (cognoscibilidad, emotividad, volitividad) de los sujetos.
Psicologías experimentales aplicadas
Terapias cognitivo-conductuales
Psicotécnicas cognitivas para el aprendizaje
Sociocibernética

### Ciencias histórico-subjetuales
Son ciencias que dan cuenta de los distintos estados de sujetos humanos en sus contextos socio-pragmáticos y de sus acciones pasadas, presentes y futuras (énfasis filogénico).
Sociología
Antropología
Lingüística cognitiva

### Ciencias objetuales
Son teorías, modelos y sistemas explicativos sobre los encéfalos y sistemas nerviosos de los seres vivos incorporados, así como sus modelaciones artificiales.
Neurología y psiquiatría (neurofisiología, neuroanatomía, neuroquímica, neuropsiquiatría, neurología de la conducta).
Neuropsicología (neuropsicoendocrinología, neuropsicofarmacología).
Neuroinmunología.
Neurolingüística.
Neurobiología cognitiva.

### Ciencias eidéticas
Lógica matemática.
Teoría de la computabilidad.
Probabilidad bayesiana y diversos lenguajes artificiales abstractos de fines específicos.

### Tecnologías objetuales
El refinamiento de tecnologías objetuales, de perfil ingenieril, permite diversas aplicaciones de modelos tecnológicos, sustentados en teorías cognitivas, referidos a la objetualidad natural o artificial. Algunos ejemplos son:
Inteligencia artificial:
Combina la neurociencia, la psicología, la física, las matemáticas, la ingeniería y la informática para desarrollar modelos computacionales que simulan el funcionamiento del cerebro. Estos modelos se utilizan para estudiar fenómenos como la percepción, la memoria, el aprendizaje, la toma de decisiones, el lenguaje y la emoción.
Tiene aplicaciones en medicina, psicología, educación, inteligencia artificial y robótica.
Lingüística computacional
Programación funcional
Programación lógica
Programación genética
Neurociencia computacional
Neuroimagenería: CAT, MRI, fMRI, PET, SPECT, DOT, EROS
Sistemas expertos
Redes neurales artificiales,
Visión artificial

## Convergencia metodológica en las ciencias cognitivas
Tras casi medio siglo de investigaciones y resultados transdisciplinarios, se puede afirmar que los modelos epistemológicos y metodológicos de las ciencias cognitivas se han construido mediante "ensamblajes de procesos interteóricos" entre las ciencias "objetuales" (naturales) y las "subjetuales" e "histórico-subjetuales" (sociales), así como entre las "tecnologías objetuales" (ingenieriles) y las "tecnologías subjetuales" (sociales).
Es fundamental para estas ciencias y tecnologías esclarecer las estructuras y dinámicas propias de los procesos cognitivos (subjetivos) previos, procesos que permiten ensamblar, a partir de su validación intersubjetual, sus modelos objetivos (teóricos, modelos de acción, ejecución o transformación). Los resultados interteóricos de las ciencias cognitivas brindan instrumentos comprensivos, interpretativos, explicativos e incluso predictivos para comprender los procesos cognitivo-subjetuales involucrados en la construcción de los modelos objetuales de cada una de las otras ciencias y tecnologías.
La praxis disciplinaria de las ciencias cognitivas demuestra que las fronteras entre las ciencias sociales y naturales son ficciones metodológicas, representando una alternativa transdisciplinaria (inter y multidisciplinaria). De esta integración emergen propiedades disciplinarias que no están presentes en sus ciencias constituyentes, exigiendo una convergencia metodológica.